# Особо важное задание
«Особо важное задание» — советский фильм киностудии «Мосфильм» 1980 года. Режиссёр — Евгений Матвеев.

## Сюжет
1940 год. Авиационному заводу № 18 в Воронеже поручается в чрезвычайно сжатые сроки наладить выпуск штурмовика Ил-2. Выпустив с конвейера первый самолёт, главный инженер Кириллов отправляется с женой в Крым. Здесь их и застаёт начало Великой Отечественной войны. При этом, маленького сына Кириллова перед отпуском отправили к бабушке в деревню. Вернувшись домой, они узнают, что завод, ни на минуту не останавливая производство самолётов, получил задание эвакуировать кадры и всё оборудование за Волгу.
Директор Шадуров уезжает на новое место завода закладывать базу, а эвакуацией завода руководит Кириллов и Лунин. Жёны Кириллова и Лунина пытаются проехать в деревню за сыном, но безуспешно. Уходит последний эвакуационный эшелон, идёт подрыв цехов. Кириллов и Лунин уезжают на машине, но натыкаются на немецкие танки. Лунин гибнет. По дороге в эшелон пробираются диверсанты, но машинист перед гибелью успевает остановить поезд. Кириллова арестовывают. Сотрудники завода — в степи на пустом месте строят новый авиационный завод. Работают женщины, старики, дети.
Шадуров спасает Кириллова из НКВД и он возвращается на завод, где встречается с женой. Завод налаживает производство самолётов Ил-2, выпуская по одному штурмовику в день, что в два раза больше довоенного. Но приходит телеграмма Сталина с требованием: «Ил-2 нужны — как воздух, как хлеб». Завод начинает выпускать по три штурмовика в день. Шадуров умирает на своём посту, Кириллова назначают на его место. Во время передачи Ил-2 лётчикам, Маша, жена Кириллова, улетает без разрешения мужа с лётчиком Гуреевым на фронт воевать воздушным стрелком. В одном из боёв они погибают. Разбилось два Ила, приходит рекламация, идёт разбор ошибок. Виновник — невыспавшийся ребёнок. Первый салют в Москве, где Кириллова награждают званием Героя Социалистического труда. Кириллов находит в деревне сына.

## В ролях

### В главных ролях
- Людмила Гурченко — Эльвира Павловна, жена Лунина
- Валерия Заклунная — Мария Евгеньевна, жена Кириллова
- Николай Крючков — Фёдор Семёнович Панченко
- Евгений Матвеев — Сергей Алексеевич Кириллов, начальник производства → главный инженер → директор завода

### В ролях
- Владимир Самойлов — Михаил Иванович Шадуров, директор завода
- Александр Парра — Леонид Витальевич Лунин
- Евгений Лазарев — Александр Васильевич Демченко
- Пётр Чернов — Игорь Петрович Рубцов
- Евгений Киндинов — капитан Гуреев, лётчик
- Фархад Исрафилов — Рустам, лётчик-испытатель
- Олег Измайлов — Матейкин
- Сергей Иванов — Гонцов
- Роман Хомятов —  Сергей Владимирович Ильюшин, Главный конструктор ОКБ
- Владимир Земляникин — Круглов, парторг
- Геннадий Юхтин — Анатолий Николаевич Петров, начальник цеха, главный инженер
- Лев Борисов — Нечкин
- Георгий Юматов — начальник железнодорожной станции
  - Бригада вдов
- Светлана Коновалова
- Инна Выходцева
- Ирина Чипиженко
- Людмила Стоянова
- Надежда Матушкина
  - Бригада Панченко
- Николай Олейник
- Иван Бондарь
- Михаил Кислов
- Илья Сергеев

## Съёмочная группа
- Режиссёр: Евгений Матвеев
- Сценарий: Петр Попогребский, Борис Добродеев
- Оператор: Игорь Черных
- Композитор: Евгений Птичкин
- Текст песен: Роберт Рождественский

«Особо важное задание» — первый фильм, которому была устроена Всесоюзная премьера. Лидер проката 1981 года — 43,3 миллиона зрителей.
Прообразом для сюжета фильма стал авиационный завод № 18, эвакуированный в 1941 из Воронежа в Куйбышев и там в кратчайшие сроки развернувший серийный выпуск штурмовиков Ил-2. Часть съёмок фильма происходила в Воронеже: бегство людей через понтонный мост снимали у села Семилуки (пара километров на запад от Воронежа); первые взлёты Ил-2 в одноместном и двухместном варианте сняты на аэродроме воронежского авиазавода (ныне ОАО «ВАСО»); сборочный цех до эвакуации — цех по производству длинномерных деталей самолётов, сборочный цех в эвакуации — современный сборочный цех авиазавода; сцены погрузки оборудования на поезда — рядом с «почтовым» цехом ОАО «ВАСО»; сцена с Гурченко на мосту снята на Вогрэсовском мосту, на фоне городской ТЭЦ «ВОГРЭС».